# Seznam danskih računalnikarjev
Seznam danskih računalnikarjev.

## H
- Anders Hejlsberg

## L
- Rasmus Lerdorf

## N
- Peter Naur
- Jakob Nielsen

## S
- Bjarne Stroustrup